# Pollyanna McIntosh
Pollyanna McIntosh (ur. 15 marca 1979) – szkocko-amerykańska pisarka, reżyser i aktorka. Znana z ról w filmach The Woman (2011) i Let Us Prey (2014). Występowała w pierwszym sezonie Hap i Leonard Joe R. Lansdale’a (2016) oraz zagrała główną rolę w The Walking Dead (2017–2018). Napisała, wyreżyserowała i zagrała główną rolę horrorze społecznym Darlin’ (2019). Występowała także jako Clara w drugim sezonie Lodge 49.

## Biografia
Pollyanna McIntosh zadebiutowała jako aktorka w wieku 16 lat, występując w londyńskim filmie niezależnym i teatrze zarówno jako aktorka, jak i reżyserka. W 2004 roku przeprowadziła się do Los Angeles i wyreżyserowała przedstawienie teatralne The Woolgatherer z Anne Dudek i Dyan David Fisher. W 2005 roku otrzymała swoją pierwszą rolę w filmie Headspace. W 2009 roku wystąpiła w Egzaminie i była nominowana zarówno do nagrody BAFTA, jak i nagrody Raindance Award na British Independent Film Awards. W 2011 roku zagrała w filmie The Woman, za który była nominowana do nagrody dla najlepszej aktorki na rozdaniu Fangoria Chainsaw Awards. W 2016 roku została obsadzona jako Anioł w serialu emitowanym na Sundance TV Hap i Leonard a rok później jako Jadis („Anne”) w głównej roli w The Walking Dead. Jej debiut fabularny jako scenarzystki i reżysera w horrorze społecznym Darlin’, miał premierę na festiwalu South-by-Southwest w Austin w Teksasie w marcu 2019 roku.
McIntosh kontynuuje także karierę w branży mody i działa na rzecz organizacji charytatywnej młodych ludzi Joshua Nolan Foundation.
Była żoną aktora Granta Show od 2004 do 2011 roku.

## Filmografia

### Film
| Rok  | Tytuł                            | Rola              | Uwagi                                                 |
| ---- | -------------------------------- | ----------------- | ----------------------------------------------------- |
| 2005 | Przestrzeń nad głową             | Stacy             |                                                       |
| 2007 | 9 Mieszkań Mary                  | Mara / Maria      |                                                       |
| 2007 | Sexlista 101                     | Tuptuś (nr 64)    |                                                       |
| 2009 | Noc w każdym wieku               | Varela            |                                                       |
| 2009 | Egzamin                          | Brunetka          |                                                       |
| 2009 | Zaginiony ląd                    | Kobieta Pakuni    |                                                       |
| 2009 | Potomstwo                        | Kobieta           |                                                       |
| 2010 | Burke i Hare                     | Mary              |                                                       |
| 2011 | The Woman                        | Kobieta           | Kontynuacja Offspring                                 |
| 2012 | Ja robię                         | Katarzyna         |                                                       |
| 2012 | Słynny projekt Joe               | Nova              |                                                       |
| 2012 | Prevertere                       |                   |                                                       |
| 2012 | Carlos rozlewa fasolę            | Gorąca dziewczyna |                                                       |
| 2013 | Blue Dream                       | Amanda            |                                                       |
| 2013 | Hałas ma znaczenie               | Róża              |                                                       |
| 2013 | Miłość wieczna                   | Naomi Clarke      |                                                       |
| 2013 | Brud                             | Rozmiar królowej  |                                                       |
| 2013 | Como Quien No Quiere La Cosa     | Missis Terrier    |                                                       |
| 2014 | Let Us Prey                      | PC. Rachel Heggie |                                                       |
| 2014 | Biali osadnicy                   | Sarah             |                                                       |
| 2014 | Stado                            | Lekarz            |                                                       |
| 2015 | Opowieści o Halloween            | Bobbie            | Segment: „Ding Dong”                                  |
| 2016 | Ojczysty                         | Matilda           |                                                       |
| 2019 | Kochanie                         | Kobieta           | Kontynuacja The Woman. Również scenariusz i reżyseria |
| 2019 | Deathcember                      | Radio Host (głos) |                                                       |
| 2020 | Revenge Ride                     | Trigga            | postprodukcja                                         |
| TBA  | Untitled: The Walking Dead Movie | Anne              | ogłoszono                                             |

### Telewizja
| Rok       | Tytuł                              | Rola                       | Uwagi                                                                          |
| --------- | ---------------------------------- | -------------------------- | ------------------------------------------------------------------------------ |
| 2007      | Nietoperze: Human Harvest          | Katya Zemanova             | Film telewizyjny                                                               |
| 2009      | Taggart                            | Morag Shearer              | 1 odcinek: „Cold Reader”                                                       |
| 2011      | Dom Dani                           | Tajemniczy astronauta      | 1 odcinek: „One Small Step for Sam”                                            |
| 2012      | Klub Książki                       | Sexy studentka jogi        | Odcinek: Book Club Reads. . . „Cougar Enchantments” autorstwa Del Mari Fuentes |
| 2013      | Waterloo Road                      | Olivia McAllister          | Odcinek Bad Boy                                                                |
| 2013      | Bob Servant Independent            | Philippa Edwards           | 5 odcinków                                                                     |
| 2013      | Wypadek                            | Georgia Bates              | Odcinek Bedside Manners                                                        |
| 2013      | S.A.W. Szkolna Agencja Wywiadowcza | Crime Minster / Jenny Lane | 13 odcinków                                                                    |
| 2016      | Hap i Leonard                      | Anioł                      | 6 odcinków                                                                     |
| 2017–2018 | The Walking Dead                   | Jadis / Anne               | Cyklicznie (sezon 7) Główna rola (sezony 8–9) Łącznie 15 odcinków              |
| 2017      | Ostatni potentat                   | Vera Chase                 | Odcinek: A More Perfect Union                                                  |
| 2017–2018 | Talking Dead                       | Się                        | 3 odcinki                                                                      |
| 2019      | Lodge 49                           | Clara                      | Cyklicznie (sezon 2)                                                           |

### Gry wideo
| Rok  | Tytuł                  | Rola głosowa | Uwagi |
| ---- | ---------------------- | ------------ | ----- |
| 2011 | Dante's Inferno        | Bella        |       |
| 2017 | Śródziemie: Cień wojny | Shelob       |       |